# Indothemis carnatica
Indothemis carnatica är en trollsländeart som först beskrevs av Johan Christian Fabricius 1798.  Indothemis carnatica ingår i släktet Indothemis och familjen segeltrollsländor. IUCN kategoriserar arten globalt som nära hotad. Inga underarter finns listade i Catalogue of Life.